# Мутница (приток Летки)
Мутница — река в России, протекает в Мурашинском районе Кировской области и Прилузском районе Республики Коми. Устье реки находится в 129 км по правому берегу реки Летка. Длина реки составляет 20 км.
Исток реки в лесах на границе Кировской области и Республики Коми в 21 км к северо-востоку от города Мураши. Река течёт на северо-восток, первые километры преодолевает по территории Кировской области, остальное течение лежит в Республике Коми. В нижнем течении протекает деревню Ручпозъя и село Мутница. Тремя километрами ниже села впадает в Летку. Притоки — Нюршор, Гурейвож (левые); Сухой Лог, Изъяшор (правые).

## Данные водного реестра
По данным государственного водного реестра России относится к Камскому бассейновому округу, водохозяйственный участок реки — Вятка от истока до города Киров, без реки Чепца, речной подбассейн реки — Вятка. Речной бассейн реки — Кама.
По данным геоинформационной системы водохозяйственного районирования территории РФ, подготовленной Федеральным агентством водных ресурсов:
- Код водного объекта в государственном водном реестре — 10010300212111100031747
- Код по гидрологической изученности (ГИ) — 111103174
- Код бассейна — 10.01.03.002
- Номер тома по ГИ — 11
- Выпуск по ГИ — 1